# David de la Fuente Rasilla

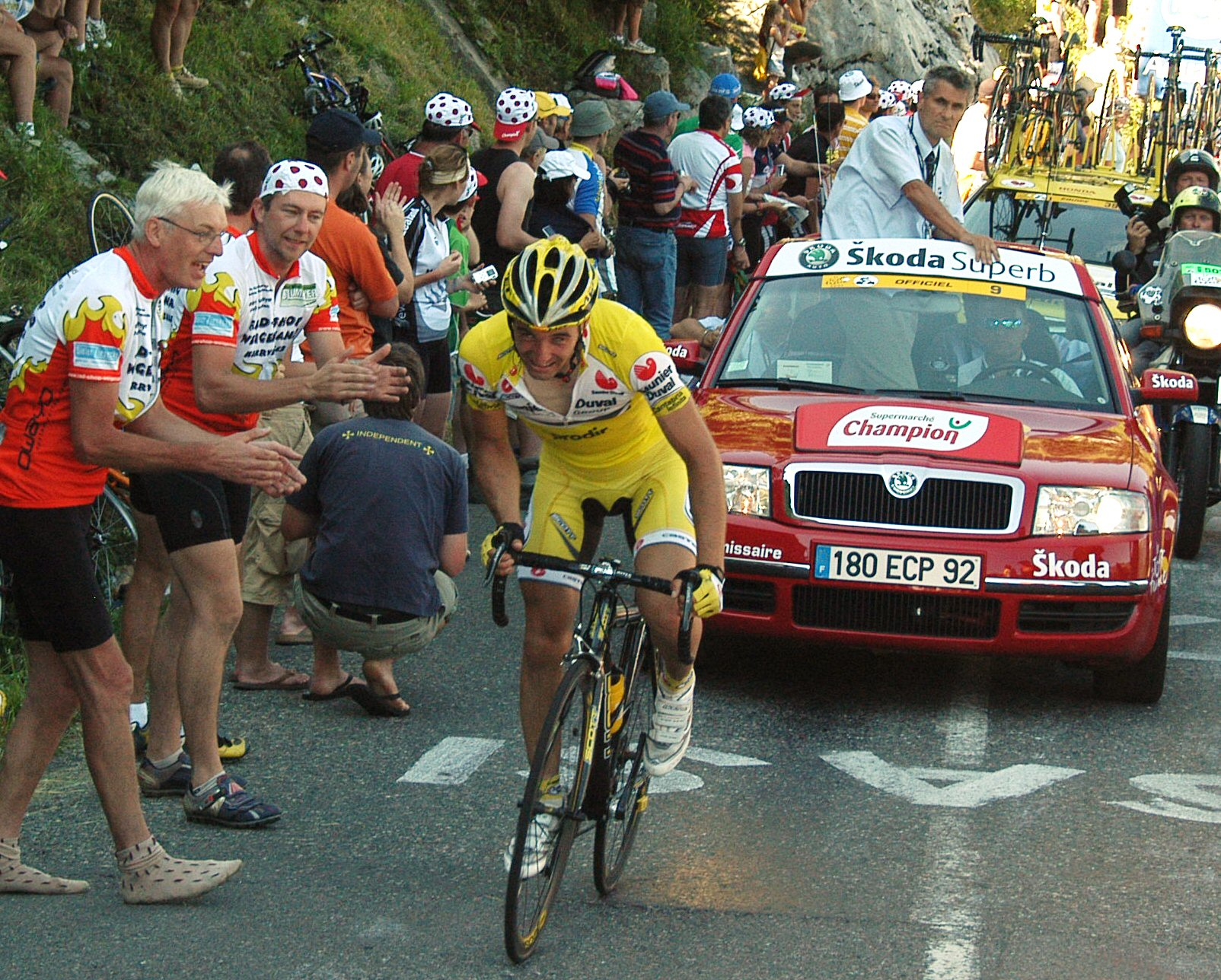
David de la Fuente a la pujada al Coll de la Colombière de la 7a etapa del Tour de França de 2007

David de la Fuente Rasilla (Reinosa, Cantàbria, 4 de maig de 1981) és un ciclista espanyol, professional des del 2003 i actualment a l'equip Louletano-Hospital de Loulé.
El seu major èxit professional fou la victòria al Premi de la combativitat del Tour de França de 2006.

## Palmarès
- 2001
  - Vencedor d'una etapa al Circuito Montañés
- 2006
  -  Vencedor del Premi de la Combativitat al Tour de França
  - 1r al Critèrium de Dun Le Palestel
- 2007
  - 1r al Gran Premi de Llodio
- 2008
  - Vencedor d'una etapa a la Volta a Alemanya
- 2009
  - 1r al Gran Premi Miguel Indurain
- 2013
  - Vencedor d'una etapa al Tour del llac Qinghai
- 2015
  - 1r al Gran Premi Abimota i vencedor d'una etapa
  - Vencedor d'una etapa al Trofeu Joaquim Agostinho

### Resultats al Tour de França
- 2006. 56è de la classificació general.  Vencedor del Premi de la Combativitat
- 2007. 49è de la classificació general
- 2008. Retirat junt amb la resta de l'equip Saunier Duval-Prodir
- 2010. 110è de la classificació general

### Resultats a la Volta a Espanya
- 2003. 156è de la classificació general
- 2005. No surt (14a etapa)
- 2006. 71è de la classificació general
- 2007. 96è de la classificació general
- 2009. 24è de la classificació general
- 2011. 35è de la classificació general
- 2012. 65è de la classificació general